# Szőcs Judit
Szőcs Judit (Kolozsvár, 1939. június 23.–) erdélyi magyar matematikus, szakszerkesztő.

## Életútja, munkássága
Középiskoláit szülővárosában végezte (1954); a Bolyai Tudományegyetemen szerzett matematika–fizika szakos tanári oklevelet (1959). Az Ady–Şincai Líceumban laboráns (1959–60), 1960–64 között a Matematikai és Fizikai Lapok szerkesztője. 1964 őszétől nyugdíjazásáig (1996) különböző kolozsvári líceumokban, általános iskolákban, szakiskolákban, legutóbb, 1990 után a Brassai Sámuel Elméleti Líceumban és a Báthory István Líceumban tanított. 1995-től a Romániai Magyar Pedagógusok Szövetsége keretében működő Gál Kelemen Oktatási Központ vezetője, tagja a kolozsvári Apáczai Csere Társaságnak és az RMDSZ megyei választmányának.
Kolozsvári iskolák éltetői címmel kötetet állított össze (Kolozsvár, 1996), amely azóta még két kiadásban (2001, 2003) jelent meg.